# Liu Hongliang
Liu Hongliang (* 2. April 1997) ist ein chinesischer Langstreckenläufer.

## Sportliche Laufbahn
Erste internationale Erfahrungen sammelte Liu Hongliang im Jahr 2013, als er bei den Jugend-Asienspielen in Nanjing in 8:25,86 min die Goldmedaille im 3000-Meter-Lauf gewann. 2017 nahm er an den Asienmeisterschaften in Bhubaneswar teil und belegte dort im 5000-Meter-Lauf in 14:57,95 min den vierten Platz. 2019 siegte er beim International VP Bank Marathon in Hanoi nach einer Zeit von 2:33:51 h.
2014 und 2017 wurde Liu chinesischer Meister im 5000-Meter-Lauf.

## Persönliche Bestzeiten
- 3000 Meter: 6. August 2015 in Changchun
- 5000 Meter: 13:56,38 min, 15. September 2016 in Tianjin
- 10.000 Meter: 29:16,37 min, 5. April 2017 in Huai’an
- Halbmarathon: 1:08:24 h, 22. April 2018 in Yangzhou
- Marathon: 2:15:22 h, 24. März 2019 in Wuxi